# 诺基亚E71
诺基亚 E71（Nokia E71），是诺基亚公司于2008年5月出品的一款针对全球商业用户的E系列全键盘智能手机。E71是一部基于塞班 S60第三版 Feature Pack 1平台和搭载Symbian OS v9.2系统，并且带有QWERTY键盘的商务手机。E71是诺基亚公司继E61/E61i成功之后在E系列又一次尝试。
诺基亚 E71的面世得到好评且广为流行，常给认为是诺基亚「最优秀的智能手机之一」。在2009年，E71由E72所取代。

## 特点

### 关键特点
- 搭配为全键盘的优化的邮件信息软件
- 为适合单手键入，大小恰好可以装入口袋。
- 主页加入应用程序快捷方式和实时信息（如WLAN，日历）,并加入主页模式切换，从而可以快速方便地在商务与个人模式切换。
- 4个应用程序快捷键（主页、日历、联系人、电子邮件）。
- 带有自动完成、自动纠正及学习功能的智能输入法，可达到快速及准确的输入。
- 嵌入为E系列定制及改善功能的诺基亚日历及联系人应用程序。
- 包含嵌入式GPS、A-GPS服务及免费诺基亚地图（今here地图）。
- VoIP/SIP 电话服务（通过Wi-Fi及3G的网络电话功能（部分运营商支持））。
- 带宽高达 3.6 Mbps 的HSDPA数据连接，可快速浏览网页及下载附加功能。
- 附带自拍镜、自动对焦、可闪光后置320万摄像头，及可视电话适用的前置摄像头（无法拍照）（除中国大陆机型外）
- 音乐播放器、RealPlayer、可视收音机（后续系统取消）及音乐商店（需要网络）
- 诺基亚MiniMap浏览器
- 可在诺基亚Ovi网络上在线分享
- 为手机内存及外置 microSD卡提供加密功能
- 诺基亚 PC 网络连接（将手机作为热点）

### 技术信息
- 网络：GSM/EGSM 850/900/1800/1900（四频），WCDMA 900/2100 （E71-1 版本）; WCDMA 850/1900（E71-2 版本）； WCDMA 850/2100（E71-3 版本）及HSDPA Class 6，最大带宽 3.6 Mbps/384 Kbps (下行/上行)
- 用户界面：S60 第三版（基于Symbian OS 9.2 FP1）
- 尺寸：114mm x 57mm x 10mm （长 * 宽 * 高）
- 待机时间：GSM模式下多达17天，WCDMA模式下多达20天
- 通话时间：GSM模式下多达10.5小时，WCDMA模式下多达4.5小时
- 主屏幕：2.36英寸 QVGA屏幕（320x240）, 24位真彩色
- 电池：BP-4L 1500毫安时锂离子聚合物电池
- 存储：110 MB左右内置存储，支持最大32 GB microSD-HC 内存卡

### 相机
主要（后置）：320万（实测315万）像素，图片像素 2048x1536，自动对焦，LED 闪光灯，视频像素 320x240 15 帧/秒
次要（前置）：可视电话相机（VGA）

### 数据服务及连接功能
- WCDMA 上下行最大 384 Kbps
- HSDPA 最大 3.6 Mbps
- WLAN 功能（IEEE 802.11b/g）
- 多时隙 EGPRS Class 32 下行最大 296 Kbps，上行最大 177.6 Kbps
- 嵌入式GPS 及 A-GPS支持
- FS-USB，红外线功能
- 蓝牙无线 2.0及A2DP立体声音频，EDR技术
- 2.5 mm 耳机孔

### 软件工具
预装：
- 诺基亚信息（短信/彩信）及诺基亚 Exchange 推送邮件服务、Lotus Notes Traveler（内置，设置账号自动安装）
- 多媒体资料
- 诺基亚 Ovi 地图
- GPS：导航、位置及出行距离
- WLAN 设置向导
- 其它工具如二维码扫描（RM-346）

数位开源开发者和认证的第三方开发者亦为其制作了不同功能的软件。

### 诺基亚原装组件
车载：
- 手机支架 CR-106
- 增强车载工具 CK-300
- 简易固定器 HH-12

耳机：
- 蓝牙耳机 BH-602
- 外放蓝牙音箱 MD-5W

存储：
- 8 GB microSD卡 MU-43

电源：
- 车载充电器 DC-4
- 旅行充电器 AC-5E（欧标）

颜色：不锈钢银色、白色、红色、黑色

## 与中国大陆机型（RM-493）的不同点
由于中国大陆3G牌照发行拖延至2009年及WAPI标准的强制拖延实行，在其境内发售的版本（型号RM-493）没有前置摄像头，无线局域网功能和3G功能。
并且，对于这些功能缺失，手机价格并没有降低且由于硬件缺失，固件升级不会补充这些功能。港澳台地区发行的机型为E71-1（RM-346），没有削减这些功能。中国大陆版本的内置软件亦有不同，其内置了QQ客户端及一些特别为大陆地区定制的软件。

## 反响
诺基亚 E71 获得了高度的社会评价。它因其长时间的电池续航、软件功能、薄机身设计及包含全键盘的硬件功能而广受好评。一位 Trusted Reviews 评论员在5星评价中给出满分。CNET UK称：“尽管我们不喜欢它的相机，我们认为余下的部分非常接近完美”。 TechRadar称其为在“精心设计包装”下的一个“了不起”的设备，并指出缺少3.5mm 耳机接口是其唯一缺点。在中国大陆，由于水货流通，亦成为人们心中的一个热门S60街机。
一些公众戏称其为“黑莓杀手”或“iPhone杀手”。

## 奖项
- CNET.co.uk 2008年6月编辑推荐，读者推荐 8.9/10分[12]
- Mobile Choice 2008年年度手机及最佳智能手机消费者奖
- Wired Magazine 2008年最佳测试奖
- GSMA奖 2009年最佳手持设备[13]

## 图片

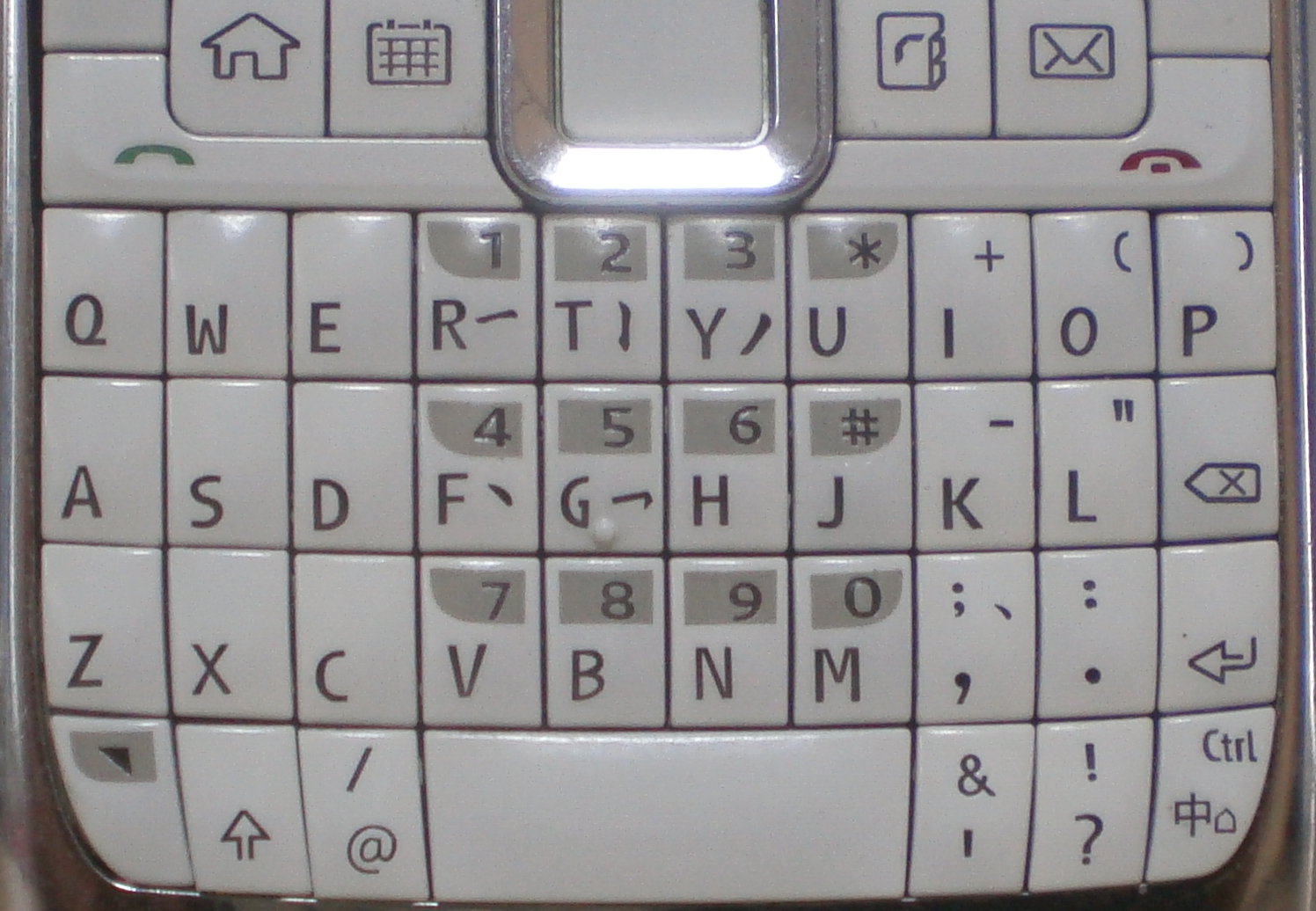
中国市场版的键盘设计

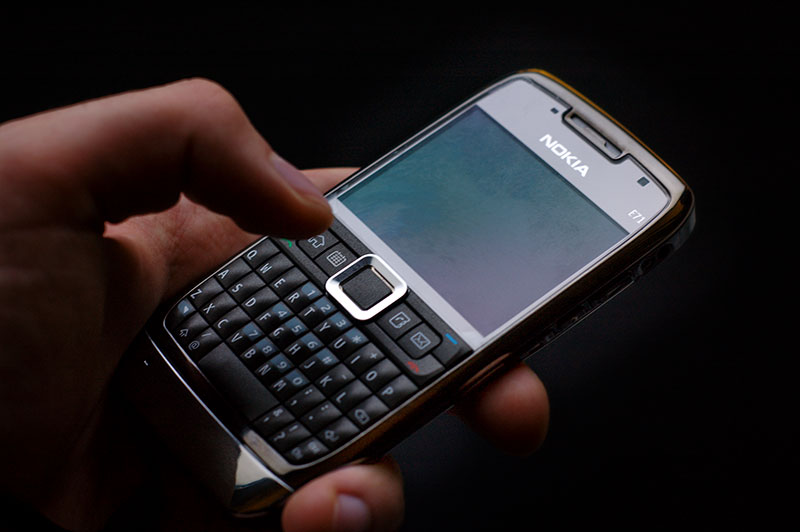
手握着的E71